# Mitsui Bussan
Mitsui Bussan K.K. (jap. 三井物産株式会社, Mitsui Bussan Kabushiki kaisha; engl. Mitsui & Co., Ltd.) ist ein japanischer Mischkonzern. Als eines der sieben traditionellen großen Handelsunternehmen (Sōgō Shōsha) ist es die größte Gesellschaft der Mitsui Group und gehört zu den größten Unternehmen in Japan.
In seiner heutigen Form wurde das Unternehmen 1947 als Daiichi Bussan errichtet, der erste Vorläufer unter dem Namen Mitsui Bussan datiert auf das Jahr 1876. Vor dem Zweiten Weltkrieg war Mitsui Bussan Teil des Mitsui Zaibatsu, der 1945 von den Besatzungsbehörden zerschlagen wurde.
Mitsui Bussan hat sieben Geschäftsbereiche:
- Eisen- und Stahlprodukte
- Mineralien- und Metallressourcen
- Energie
- Maschinen und Infrastruktur
- Chemikalien
- Lifestyle
- Innovation und Unternehmensentwicklung

## Mitsui AgriScience
Mitsui AgriScience ist die Agrarchemie-Sparte von Mitsui Bussan, das jedoch nur 30 % der Anteile direkt hält. Sie ist nicht zu verwechseln mit Mitsui Chemicals Agro, die zu Mitsui Chemicals gehört.
Mitsui AgriScience tritt in Europa über Certis Europe und in den USA als Certis USA auf. Certis ist weltweit führend bei Biopestiziden wie Bt, Niemöl und Apfelwickler-Granulovirus.
2014 hat Mitsui Bussan das Kupferfungizid-Geschäft von DuPont übernommen.

## Projekte (Auswahl)
- Dow-Mitsui Chlor-Alkali (verkauft an die Olin Corporation), Freeport (Texas)[7]
- Fairway Methanol (Joint-Venture mit Celanese), Pasadena (Texas)[8]